# Omia banghaasi
Omia banghaasi is een vlinder uit de familie uilen (Noctuidae). De wetenschappelijke naam is voor het eerst geldig gepubliceerd in 1930 door Stauder.
De soort komt voor in Europa.